# Бібесгайм-ам-Райн
Бібесгайм-ам-Райн (нім. Biebesheim am Rhein) — громада в Німеччині, знаходиться в землі Гессен. Підпорядковується адміністративному округу Дармштадт. Входить до складу району Грос-Герау.
Площа — 18,68 км2. Населення становить 6675 ос. (станом на 31 грудня 2020).